# Wiener Internationale Gartenschau 64
De Wiener Internationale Gartenschau 64 was de derde internationale tuinbouwtentoonstelling die werd erkend door het Bureau International des Expositions. De tentoonstelling in de Oostenrijkse hoofdstad werd gehouden op het eiland tussen de Alte Donau en de Neue Donau op ongeveer 5 km ten oosten van het centrum. Het voormalige schietterrein Kagran werd voor de tentoonstelling omgebouwd tot het Donaupark. Voor het vervoer door het park konden de bezoekers gebruikmaken van de Donauparkbahn. In de Donauturm konden de bezoekers gebruikmaken van het restaurant op 165m hoogte en tevens genieten van het uitzicht over het park en de stad.